# Маків-Підгалянський
Маків-Підгалянський (пол. Maków Podhalański) — місто в південній Польщі, на річці Скава, у західних Бескидах.
Належить до Суського повіту Малопольського воєводства.

## Демографія
Демографічна структура станом на 31 березня 2011 року:
|          | Загалом | Допрацездатний вік | Працездатний вік | Постпрацездатний вік |
| -------- | ------- | ------------------ | ---------------- | -------------------- |
| Чоловіки | 2865    | 593                | 1910             | 362                  |
| Жінки    | 3207    | 571                | 1747             | 889                  |
| Разом    | 6072    | 1164               | 3657             | 1251                 |